# Dionysus in '69
Dionysus in '69 is een Amerikaanse dramafilm uit 1970 onder regie van Brian De Palma en Richard Schechner.

## Verhaal
De film geeft een opvoering weer van De Bacchanten van Euripides door het toneelgezelschap Performance Group. Het scherm is in tweeën gesplitst. Links wordt het podium getoond, rechts het publiek dat meehelpt bij de voorstelling.

## Rolverdeling
| Acteur            | Personage |
| ----------------- | --------- |
| Remi Barclay      | John      |
| Samuel Blazer     | Dionysus  |
| Jason Bosseau     | Dionysus  |
| Richard Dia       | Dionysus  |
| William Finley    | Dionysus  |
| Joan MacIntosh    | Dionysus  |
| Vicki May         | Dionysus  |
| Patrick McDermott | Dionysus  |
| Margaret Ryan     | Dionysus  |
| William Shephard  | Pentheus  |
| Ciel Smith        | Dionysus  |